# Selegua (ort)
Selegua är en ort i Mexiko.   Den ligger i kommunen Frontera Comalapa och delstaten Chiapas, i den sydöstra delen av landet, 900 km sydost om huvudstaden Mexico City. Selegua ligger 610 meter över havet och antalet invånare är 121.
Terrängen runt Selegua är huvudsakligen platt, men söderut är den kuperad. Runt Selegua är det ganska tätbefolkat, med 83 invånare per kvadratkilometer. Närmaste större samhälle är Nuevo Llano Grande, 6,6 km nordost om Selegua. Omgivningarna runt Selegua är en mosaik av jordbruksmark och naturlig växtlighet.